# Fächer-Ahorn
Der Fächer-Ahorn (Acer palmatum) ist eine Pflanzenart aus der Gattung der Ahorne (Acer) in der Familie der Seifenbaumgewächse (Sapindaceae). Der Fächer-Ahorn kam ursprünglich in Japan, Korea und China vor. Viele Sorten werden als Zierpflanzen verwendet.

## Beschreibung

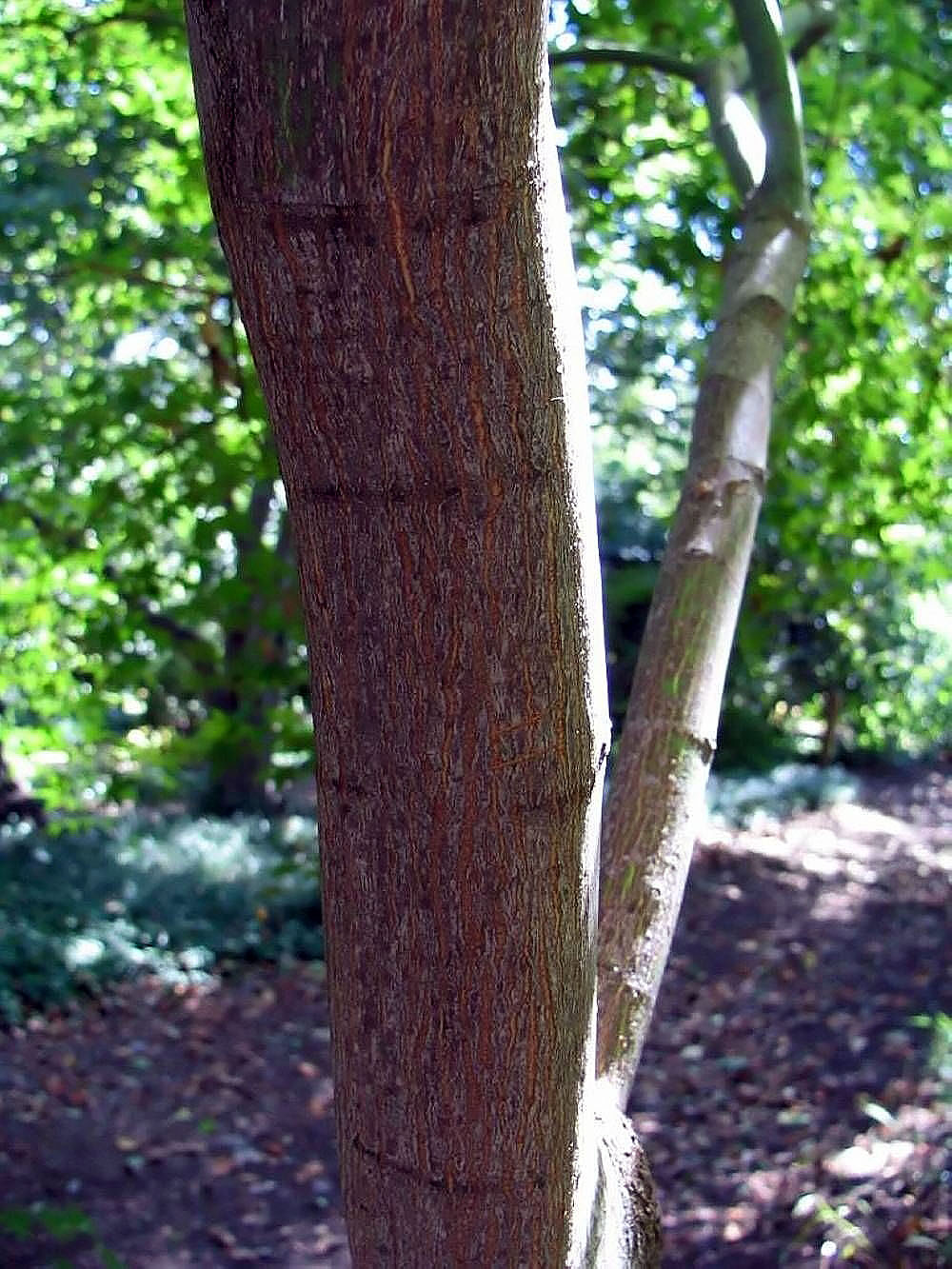
Stamm und Borke

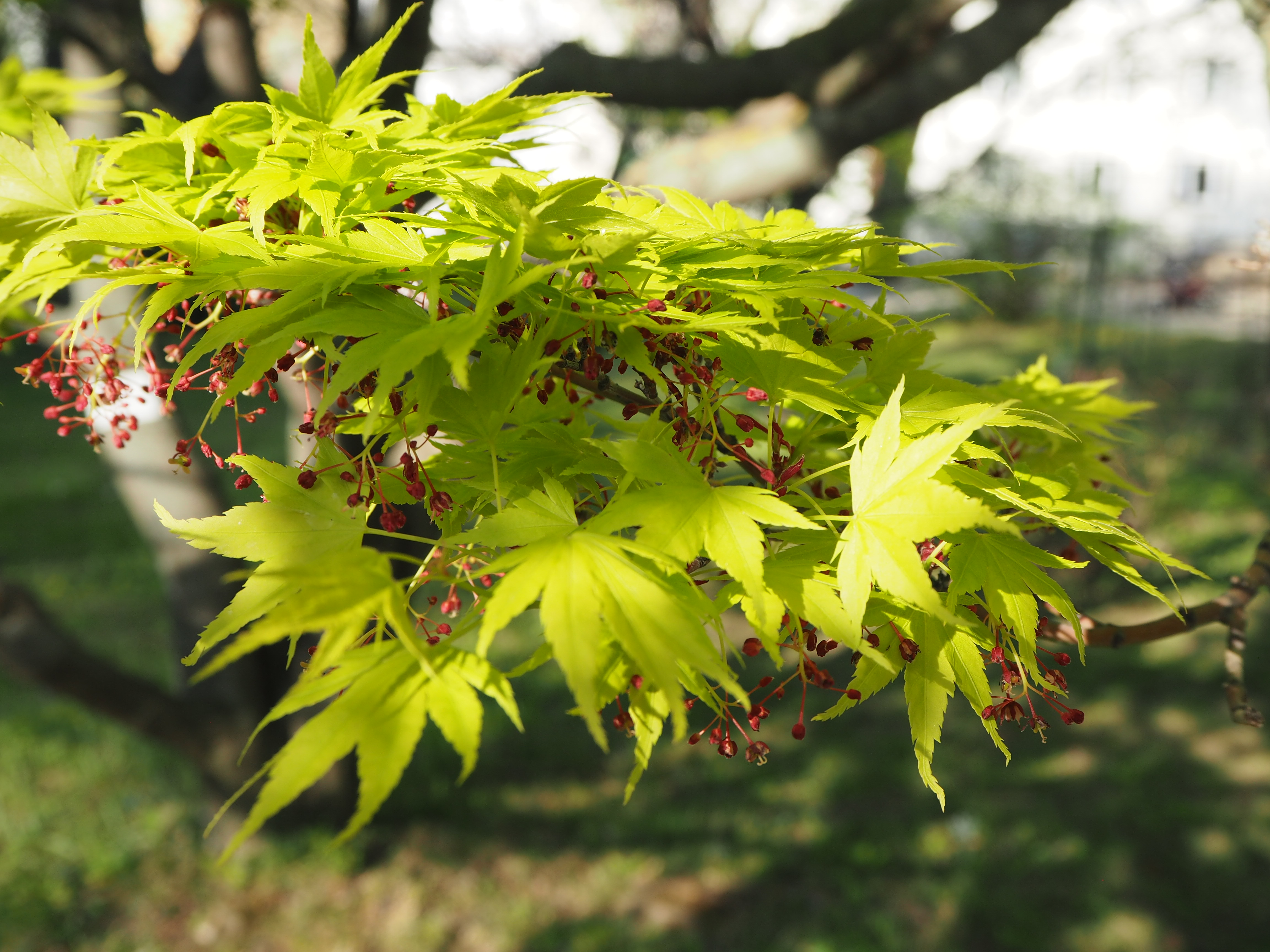
Zweig mit gestielten, gelappten Laubblättern und Blütenständen

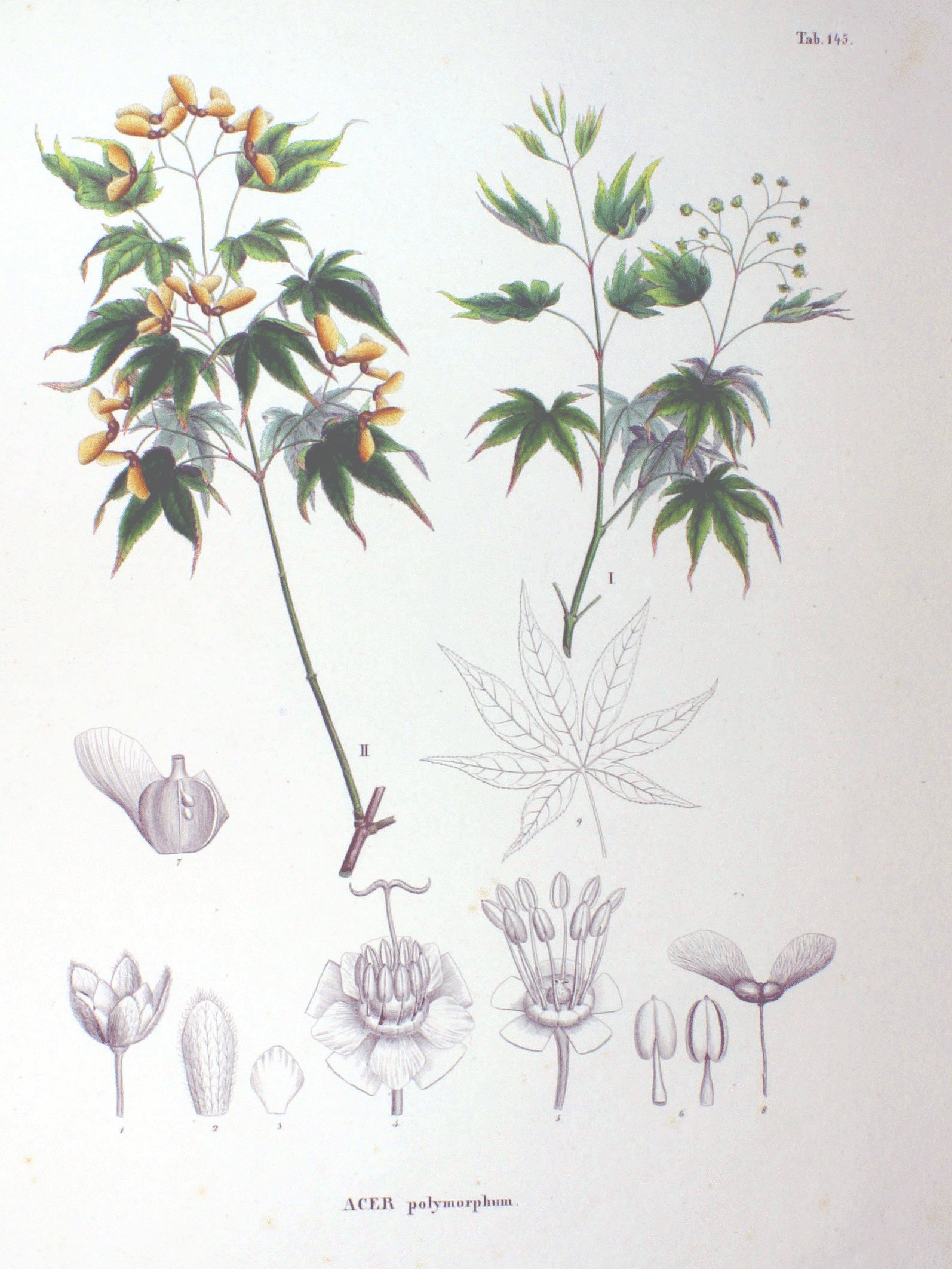
Illustration aus Philipp Franz von Siebold, Joseph Gerhard Zuccarini: Flora Japonica, Sectio Prima (Tafelband), 1870

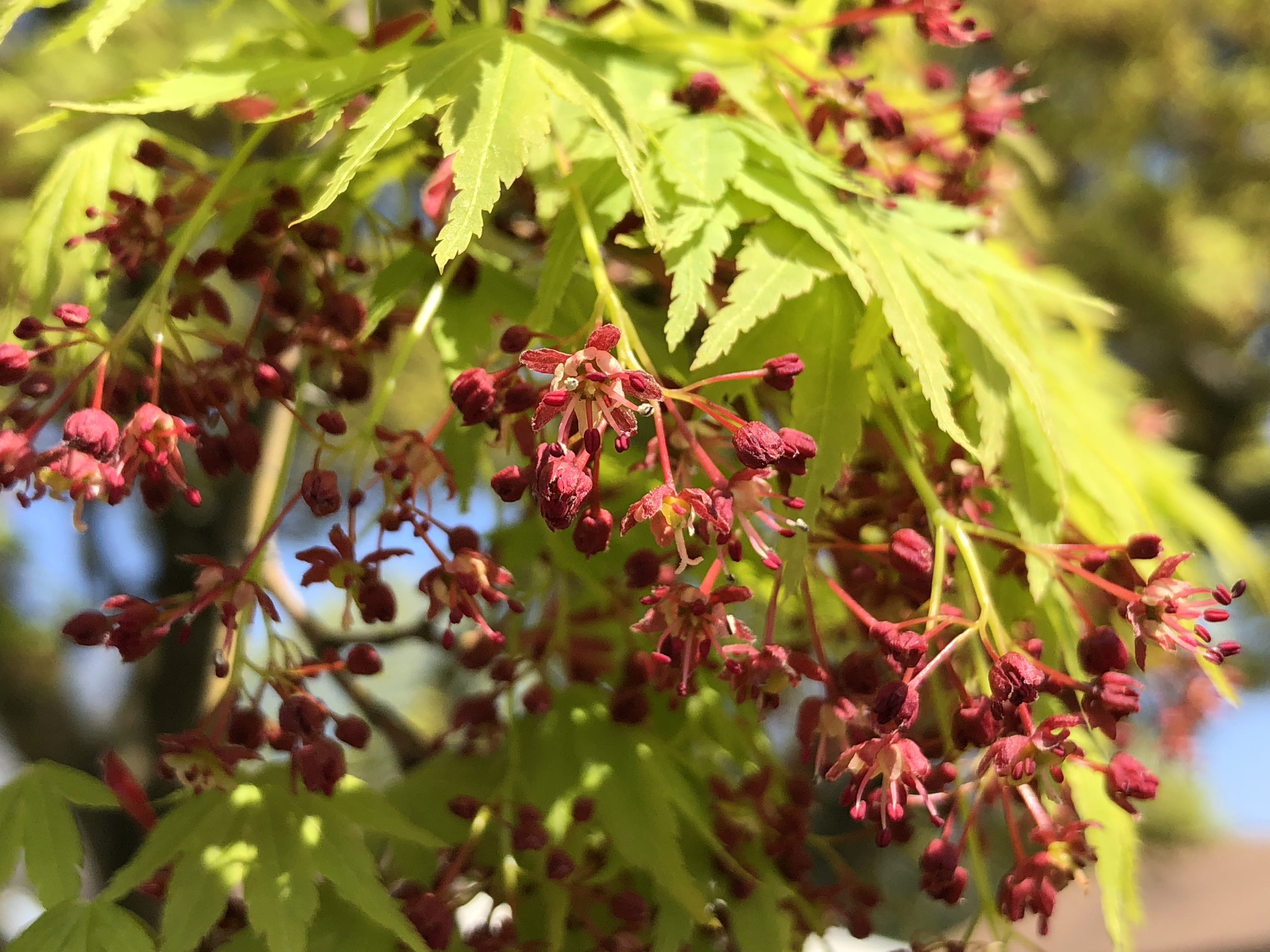
Blütenstände

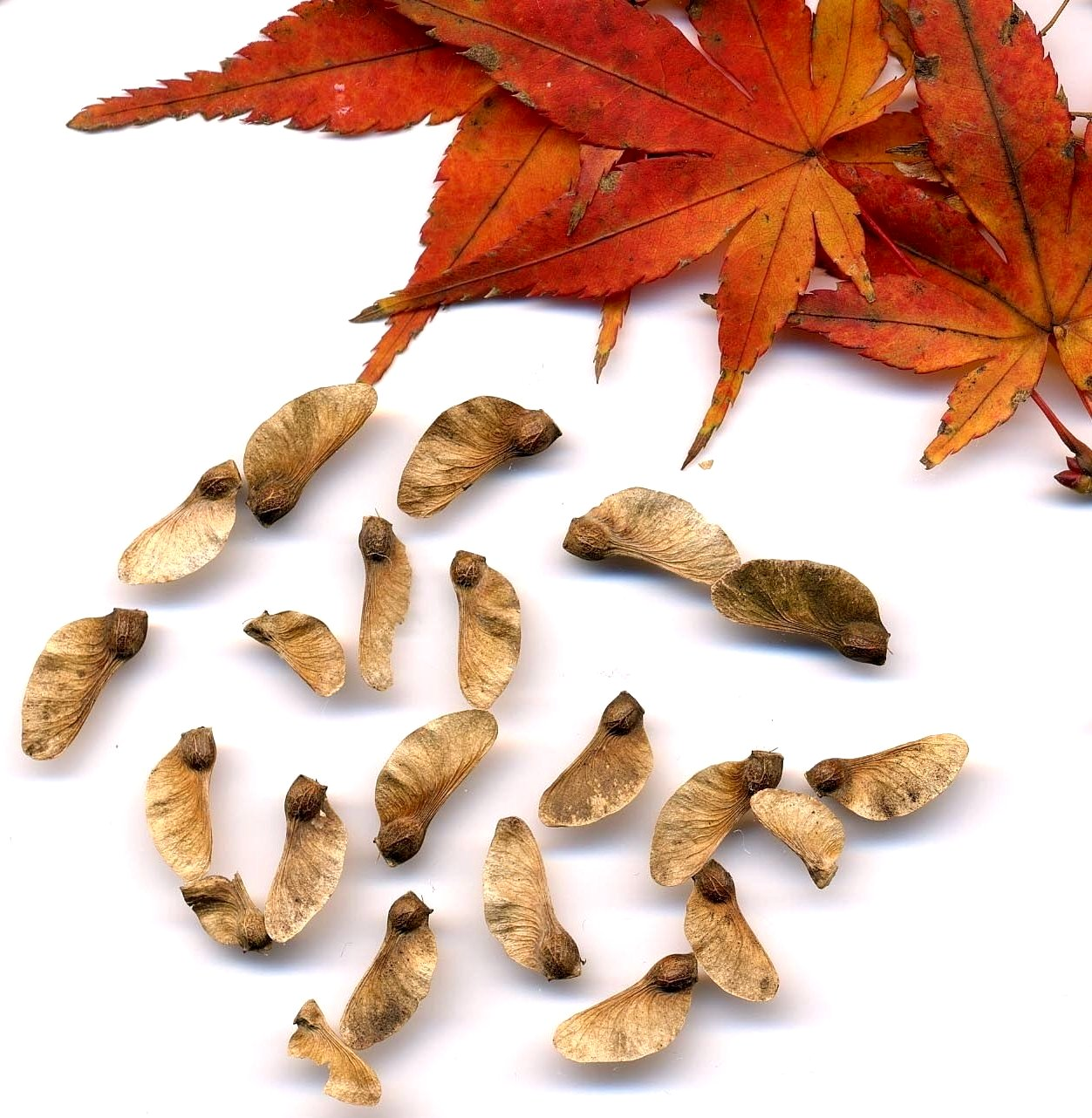
Herbstgefärbte Laubblätter und Flügelnüsse

### Vegetative Merkmale
Der Fächer-Ahorn wächst als sommergrüner, laubabwerfender Baum mit Wuchshöhen bis zu 15 Metern oder einige Sorten als Strauch mit schirmartig geneigten Ästen. Die glatte Borke ist grünlich-grau oder hellbraun. Die kahle Rinde der Zweige ist grünlich-grün. Die relativ kleinen, kegelförmigen Winterknospen sind purpurfarben-rötlich mit fünf Paaren bewimperter Knospenschuppen, sie verkahlen früh. Es sind meist keine Endknospen vorhanden.
Die gegenständig an den Zweigen angeordneten Laubblätter sind in Blattstiel und -spreite gegliedert. Der rötliche Blattstiel ist 2 bis 6 Zentimeter lang. Die häutigen bis pergamentartigen Blattspreiten sind bei einer Länge von 3 bis 6 Zentimetern sowie einer Breite von 4 bis 8 Zentimetern im Umriss fast kreisförmig mit herzförmiger bis gestutzter Spreitenbasis. Sie sind bis etwa zu ihrer Mitte in meist fünf oder sieben Blattlappen handförmig gelappt. Die Blattlappen sind lanzettlich mit lang zugespitzten oberen Enden. Die Ränder der Blattlappen sind unregelmäßig doppelt gesägt. Anfangs sind die Blattflächen gelblich-braun flaumig behaart, verkahlen schon früh und es verbleiben an den Blattnerven, auf der Blattunterseite, Haarbüschel (Indument).

### Generative Merkmale
Die Blütezeit reicht je nach Standort von April oder Mai bis Juni, gleichzeitig mit dem Blattaustrieb. Unter jedem Blütenstandsschaft befinden sich ein oder zwei Paare Tragblätter. Der dünne Blütenstandsschaft ist 3 bis 5 Zentimeter lang. Der Fächer-Ahorn ist andromonözisch. 10 bis 20 Blüten befinden sich in einem halb hängenden schirmtraubigen-rispigen Blütenstand, der 3 bis 4 Zentimeter lang ist.
Die Blüte ist bei einem Durchmesser von 4 bis 6 Millimetern radiärsymmetrisch und fünfzählig mit doppelter Blütenhülle. Die fünf purpurfarben-roten Kelchblätter sind bei einer Länge von etwa 3 Millimetern länglich bis verkehrt-lanzettlich und in der Nähe ihres Randes flaumig behaart. Die fünf hellgelben bis rosafarben-weißen, kahlen Kronblätter sind breit-verkehrt-eiförmig. Die acht Staubblätter sind auf der Innenseite des Diskus insertiert und überragen bei einer Länge von 3,5 Millimetern die Blütenkrone. In weiblichen Blüten sind die Staubblätter kürzer. Der Fruchtknoten ist kahl. Der relativ lange Griffel endet in einer deutlichen Narbe. In männlichen Blüten ist der rudimentäre Stempel winzig.
Die kahle Spaltfrucht ist insgesamt etwa 1,5 Zentimeter lang und zerfällt in zwei Nussfrüchte mit jeweils einem Flügel, hier handelt sich um eine Flügelnussfrucht (Samara). Die Flügel spreizen in einem stumpfen Winkel ab. Die Nussfrucht ist elliptisch-konvex und mit nur undeutlichen Nerben und dünner Wand.
Die Chromosomenzahl beträgt 2n = 26.

## Vorkommen
Der Fächer-Ahorn stammt ursprünglich aus Japan sowie Korea. Er gedeiht in Japan in Wäldern und im Dickicht von der Ebene bis in die Berge.

## Taxonomie
Die Erstveröffentlichung von Acer palmatum erfolgte 1784 durch Carl Peter Thunberg in J. A. Murray: Systema Vegetabilium. Editio decima quarta, S. 911: „palmatum. 8. A. fol. palmatis ſerratis glabris, flor. umbellatis. Thunb. l. c. M.“ Damit beschreibt er die Form der Blätter als handflächenartig, den Blattrand als gesägt und die Blattoberfläche als unbehaart. Die Blüten stehen schirmtraubig.
Das Artepitheton palmatum leitet sich vom lateinischen Wort palma für „Handfläche“ ab und bezieht sich auf die Blattform.

## Zierpflanze

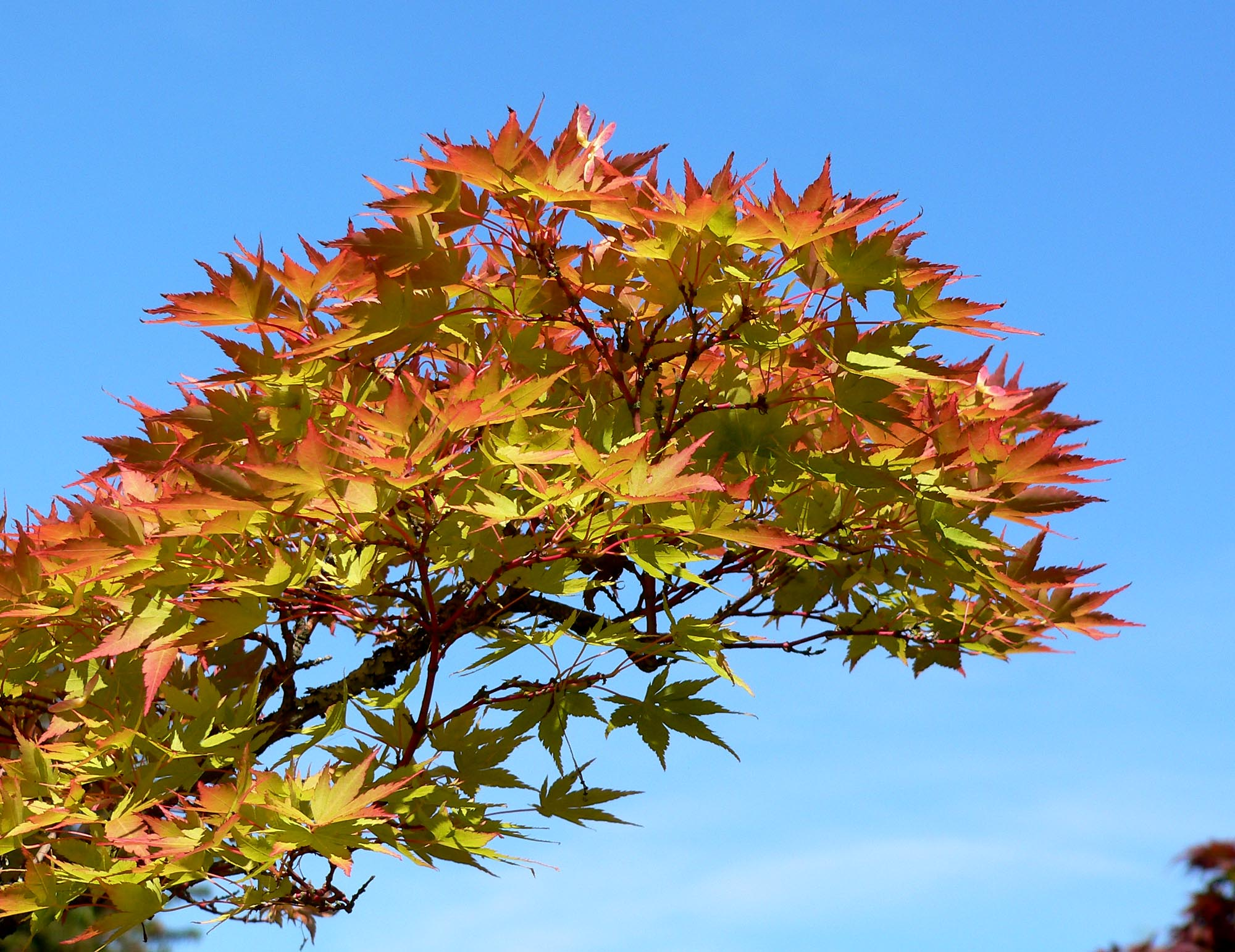
Acer palmatum Sorte ‚Shigitatsu-sawa‘

Von der Art Fächer-Ahorn sind etwa 500 Sorten bekannt. Während der Fächer-Ahorn in seiner Heimat zu großen Bäumen heranwachsen kann, ist dies bei nach Europa importierten Exemplaren und Züchtungen eher selten und dauert sehr lange. Der Grund hierfür ist das in Europa insgesamt kühlere und trockenere Klima, kombiniert mit kürzeren Vegetationsperioden. Er blüht im Mai bis Juni mit roten, später braunen Blütentrauben. 
Der Fächer-Ahorn wird in den gemäßigten Gebieten der Welt vornehmlich als Zierpflanze genutzt und geschätzt. Die Gründe dafür liegen meist in der grazilen Form und der intensiven Herbstfärbung begründet. In Japan ist er eine der wichtigsten Baumarten der traditionellen Gartengestaltung und kündigt den Herbst an. Dort werden vornehmlich die ursprünglichen grünen Sorten verwendet. Eine breite Verwendung findet der Fächer-Ahorn auch in der Bonsaikunst. Aus dieser Verbindung gingen auch viele gezüchtete Sorten hervor, die den gestellten Anforderungen entsprechen. Je nach Sorte haben die Laubblätter mehr „Finger“, sind stärker geschlitzt, besitzen eine andere Farbe (teils auch nur zu bestimmten Jahreszeiten) oder die Rinde ist rauer als gewöhnlich. Oft sind auch mehrere Merkmale kombiniert. Für die Sorten existiert ein System, das sie explizit in Kategorien einordnet.
Der Fächer-Ahorn gedeiht als Zierpflanze am besten an einem sonnigen bis halbschattigen Standort auf lockeren und humosen Böden mit guter Drainage und leicht saurem pH-Wert. Staunässe führt sehr schnell zu einem Absterben der Feinwurzeln durch Sauerstoffmangel. Der Austrieb ist je nach Sorte gelblich bis leuchtend rot. Gleiches gilt für die sehr intensive Herbstfärbung.

### Schnitt

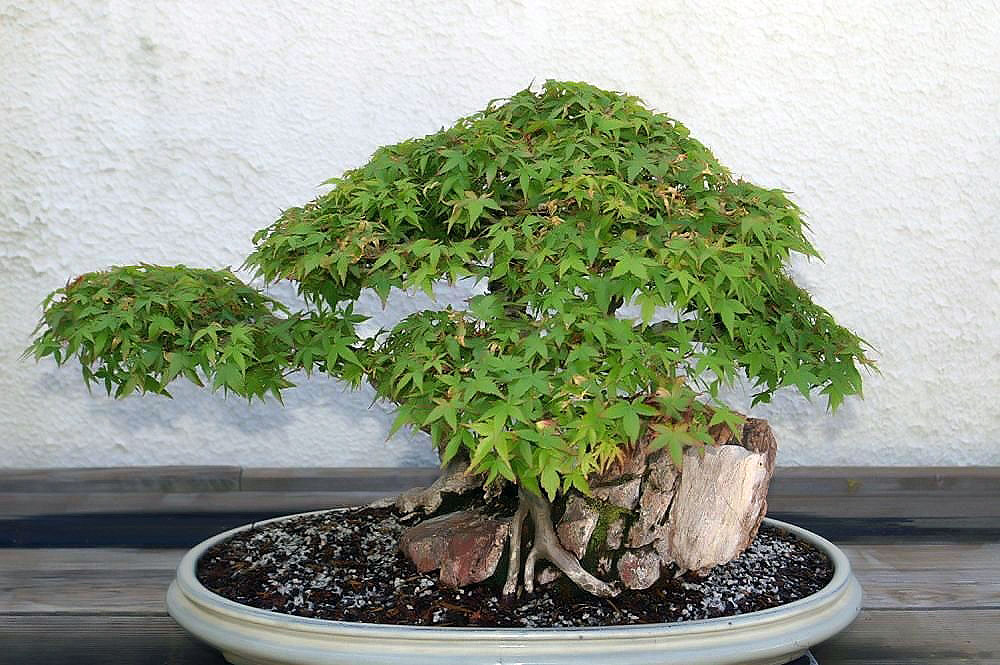
Als Bonsai gestaltete Sorte ‘Kiyo-hime’

Bedingt verträgt der Fächer-Ahorn den Rückschnitt nicht sehr gut, bei der Bonsaigestaltung jedoch werden die Pflanzen regelmäßig geschnitten und zum Teil über Jahrhunderte in ihrer Form gehalten und diese verfeinert. Oft bildet der Fächer-Ahorn aus dem alten Holz nur schlecht neue Triebe. Man sollte der Pflanze immer etwas junges Holz mit schlafenden Augen stehen lassen, so dass ein Neuaustrieb erfolgen kann. Zum Selbstschutz trocknet der Ahorn nach dem Schnitt immer etwas zurück, wobei eventuell schlafende Augen auch betroffen sein könnten. Schneidet man auf junge Seitentriebe zurück, sollte anschließend ein Wundverschlussmittel aufgetragen werden. Am besten sind hierfür japanische, die man im Bonsai-Fachhandel erhält. Besonders schnell verschließt sich die Wunde, wenn sich oberhalb von ihr ein vitaler Ast befindet. Der von dort nach unten gerichtete Materialstrom fördert die Wundkallusbildung und hilft, die Wunde schnell zu schließen.
Bei der Bonsai-Gestaltung wird ab einer gewissen Reife zur Förderung der Feinverzweigung beim Neuaustrieb aller Blätter jeweils immer die Triebspitze entfernt. Dadurch wird der Ahorn angeregt, schlafende Knospen zu wecken. Er bildet dann kürzere Blattabstände und kleinere Blätter, zwei Dinge, die bei der Bonsai-Gestaltung elementar wichtig sind. Gleichzeitig bremst das den Baum auch in seinem Wachstum.

### Zuchtformen

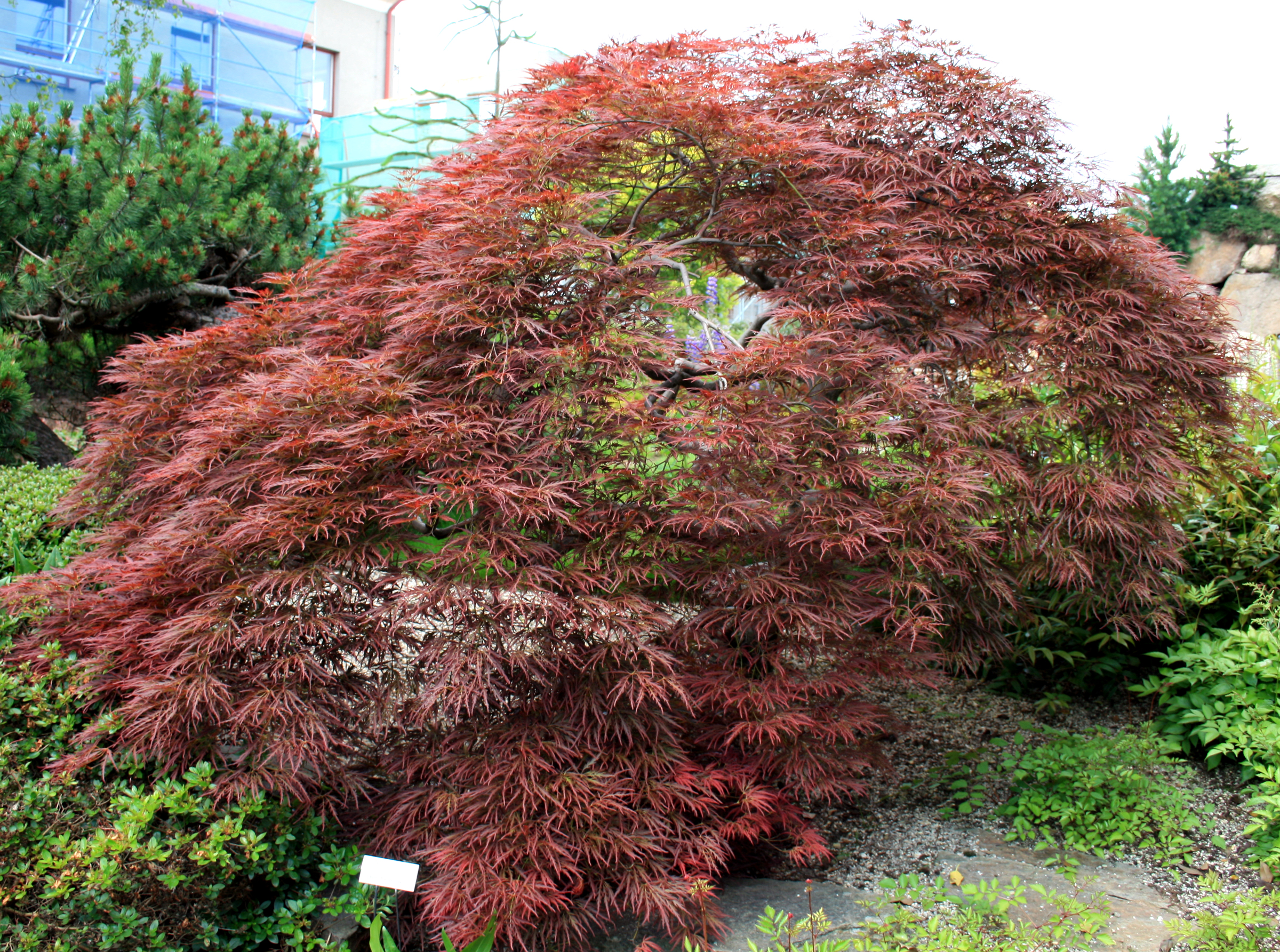
Sorte ‘Ornatum’

Es gibt viele Sorten (zufällige Auswahl):
- 'Arakawa' („Korkrindenahorn“): Die Rinde ist borkig. Die frisch ausgetriebenen Blätter sind hellgrün und verfärben sich später zu grün. Die Herbstfärbung ist ausgeprägt.[10]
- 'Atropurpureum' (auch rotblättriger Fächer-Ahorn genannt): Das frische Laub im Frühjahr hat eine dunkelpurpurne Farbe und verblasst im Sommer zu einem rötlichen grün. Im Herbst verfärbt es sich dunkelscharlachrot. Der Baum erreicht Wuchshöhen von 6 bis 7,50 Metern und hat eine halbrunde bis runde Krone.[11][12]
- 'Beni komachi': Der Sortenname bedeutet in etwa „rotes, schönes kleines Mädchen“. Es handelt sich um eine Zwergform. Sie verfügt über leuchtend rote Blätter, deren Farbe im Laufe des Jahres dunkler wird und sich im Herbst scharlachrot färbt.[10]
- 'Bloodgood': bis 6 m hoher Baum mit besonders starker roter Herbstfärbung.[13][10]
- 'Dissectum': geschlitzte Laubblätter.
- 'Katsura' hat am Rand gewellte, grünlich-rötliche Blätter. Die Herbstfärbung hat gelbe und orange Farbtöne.[14]
- 'Kiyohime' hat sehr kleine Blätter. Die Herbstfärbung ist gelb.[10]
- 'Koshimino': bis 6 m hoher Baum mit stängellosen Blättern.[15]
- 'Orange Dream' hat hellgrünes, tief eingeschnittenes Laub. Die frischen Blätter sind orange und die Herbstfärbung gelb.[16]
- 'Osakazuki' hat grüne Blätter in einer Breite von 5 bis 10 cm, deren Herbstfärbung leuchtend rot ist.
- 'Sango kaku' hat korallenrote Rinde.[17][10][18]
- 'Shishigashira' hat einen sehr kompakten, gedrungenen Wuchs. Die grünen Blätter sind runzlig. Die Herbstfärbung ist gelb.[16][19][14]

## Verwendung
In Japan werden eingelegte gelbe Blätter in einem Teigmantel frittiert als Tempura gegessen. Auch die Blätter des Japanischen Ahorns werden genutzt.